# Gibson EB-0
La Gibson EB-0 és un baix elèctric que la companyia Gibson Guitar Corporation va introduir l'any 1959. Era un model de curta escala 30 ½ en comptes de l'escala regular de 34 polzades. Era un baix sòlid i el primer a l'estil Les Paul Special, però que temps després es va convertir en SG. Tenia el cos i el masteler de caoba i solament estava disponible en el color cherry red. L'EB-0 original  Arxivat 2007-09-30 a Wayback Machine. va ser produïda entre 1959 i 1961. Se'n van fabricar prop de 500, però l'any 61 el cos va canviar i s'assemblava més aviat al model de SG  Arxivat 2007-09-28 a Wayback Machine.. Aquest model va ser usat per Frank Allen de The Searchers, Jack Bruce de Cream, Dave Schools, Jeordie White, Mike Watt, Gene Simmons i Chris Cross d'Ultravox.